# سيسنا 188
سيسنا 188 (بالإنجليزية: Cessna 188)‏ هي طائرة زراعية خفيفة، أنتجت في 1966 بالولايات المتحدة. من صناعة سيسنا. كان أول طيران لها في 19 فبراير 1965. ومازالت في الخدمة حتى الآن. صنع منها 3,967 طائرة، وسعر الطائرة الواحدة منها لطرزز القاعدة هو 15,995 في 1966 دولار.